# Lê Hàm
Lê Hàm (1 tháng 8 năm 1934 - 18 tháng 9 năm 2024) quê tại Diễn Châu, Nghệ An là một nhạc sĩ Việt Nam với thể loại nhạc đỏ, dân ca, hò. Ông được biết tới qua một số ca khúc như "Vinh, thành phố bình minh", "Người mẹ làng Sen", "Gái sông La"...
Ông đã được tặng thưởng Huân chương Kháng chiến, Giải thường Nhà nước cho những đóng góp cho nền âm nhạc nước nhà.

## Tiểu sử
Lê Hàm có bút danh La Kỳ An và Lam Hà, quê ở xã Diễn Hồng, huyện Diễn Châu, tỉnh Nghệ An.
Năm 10, 12 tuổi, Lê Hàm mới được học nhạc bài bản, với năng khiếu nổi trội là sáo, ông quyết tâm theo đuổi âm nhạc và trở thành văn công của Sư đoàn 320. Trong thời gian này, ông đã có những sáng tác đầu tay của mình khi đang là học sinh của Trường Thiếu sinh quân Liên khu 4.
Năm 1954, ông chuyển về Phòng Văn hóa Liên khu IV.
Năm 1955 - 1961 (17-23 tuổi), ông theo học tại Trường Âm nhạc Việt Nam. Sau khi ra trường, ông được cử vào giới tuyến Vĩnh Linh phục vụ cho quân đội ở bờ Bắc sông Bến Hải.
Năm 1964, Lê Hàm được điều ra làm giáo viên giảng dạy ở Trường Nhạc họa Trung ương, nhưng liền sau đó, ông nhận lời mời của tỉnh Hà Tĩnh về làm Trưởng Ty Văn hóa Hà Tĩnh với nhiệm vụ là chỉ huy dàn nhạc của Đoàn Văn công nhân dân Hà Tĩnh. Thời gian này, ông dành nhiều thời gian cho công việc nghiên cứu, sưu tầm các loại hình dân ca. Cũng trong năm 1964, ông kết hôn với vợ Minh Khiêm.
Từ 1970 đến 1977, ông lần lượt giữ các chức vụ trưởng đoàn Ca múa Hà Tĩnh, giám đốc Nhà văn hóa lao động tỉnh Nghệ An, phó chủ tịch thường trực Hội Văn nghệ Nghệ An. Ông nghỉ hưu vào năm 1977.
Năm 2022, nhạc sĩ Lê Hàm được trao Giải thường Nhà nước về Văn học, nghệ thuật cho chùm tác phẩm âm nhạc: Người mẹ Làng Sen, Gái sông La, Việt Nam trong trái tim ta.
Ông qua đời vào tối 18 tháng 9 năm 2024 tại Thành phố Vinh, Nghệ An.

## Tác phẩm
Ông đã sáng tác, sưu tầm, nghiên cứu hơn 140 tác phẩm âm nhạc với nhiều thể loại khác nhau, dưới đây là một số tác phẩm của ông:
- Đến đây em nỏ muốn về
- Gái sông La
- Hà Tĩnh quê hương ta
- Hát mừng Đảng ta
- Hò bơi thuyền
- Khúc hoài niệm
- Nghệ An non nước hữu tình
- Người mẹ làng Sen
- Tiếng trống đêm trăng
- Trẩy hội Làng Sen
- Tình người Nam Đàn
- Từ thành phố đỏ chúng tôi lên đường
- Vinh - thành phố bình minh
- Thành Vinh yêu thương
- Từ thành Vinh em hát
- Thành phố bên sông Lam
- Yêu lắm một miền quê
- Yêu sao cô giáo vùng cao
- Việt Nam trong trái tim ta

### Đón nhận
Một số tác phẩm của ông thường xuất thể hiện trong các sự kiện của tỉnh Nghệ An, các chương trình của Đài PT-TH Nghệ An đặc biệt là bài hát Vinh, thành phố bình minh và Người mẹ làng Sen. Ngoài ra, bài hát Người mẹ làng Sen còn xuất hiện trong chương trình "Đêm nghe hát đò đưa nhớ Bác" của đài VTC.

## Giải thưởng
- Giải thưởng Hội Nhạc sĩ Việt Nam năm 1999
- Giải thưởng về công trình nghiên cứu dân ca Nghệ Tĩnh của Hội Văn nghệ dân gian Việt Nam năm 1965
- Giải thưởng Hồ Xuân Hương năm 1997
- Giải thưởng Văn học – Nghệ thuật Nguyễn Du

## Khen thưởng
- Huân chương Kháng chiến chống Pháp hạng Ba
- Huân chương Kháng chiến chống Mỹ cứu nước hạng Nhất

## Vinh danh
- Giải thưởng Nhà nước về Văn học Nghệ thuật (2022)[12]